# NGC 7354
NGC 7354 (другое обозначение — PK 107+2.1) — планетарная туманность в созвездии Цефей, находится на расстоянии около 1,698 кпк от Солнца. Открыта астрономом Уильямом Гершелем 3 ноября 1787 года. Джон Дрейер по результатам своих наблюдений описывал туманность как яркую, маленькую, круглую с небольшим уярчением в центральной части.
Планетарная туманность является результатом сброса внешней оболочки атмосферы стареющей звездой. Туманность обладает эллиптической формой со сложной внутренней структурой, имеет внутреннюю и внешнюю оболочки, несколько ярких узлов на экваторе, две структуры типа джетов у полюсов. Срединная часть внутренней оболочки эллипсоидальна, отношение осей составляет  1,6, а большая ось простирается на 30 угловых секунд. Внешняя оболочка имеет более круглую форму и простирается на 33 угловые секунды по диаметру. Тусклая внешняя оболочка расширяется с большей скоростью, чем внутренняя, а узлы движутся со скоростью внешней оболочки. Внешняя оболочка по оценкам имеет возраст около 2500 лет,  а внутренняя — 1600 лет.
Морфологические особенности туманности можно объяснить механизмом взаимодействия в двойной системе, в которой одна из звёзд пары проходит стадию асимптотической ветви гигантов. Джеты могут создаваться аккреционным диском, окружающим возникший белый карлик.
Этот объект входит в число перечисленных в оригинальной редакции «Нового общего каталога».